# 波蘭人
波蘭人（波蘭語： Polacy；單數為Polak）是西斯拉夫的一個民族和種族，具有多個涵義，是指廣泛概念上之稱呼，在各種場合或立場上都有不同的界定。平常來說是一種住在波蘭的人或在波蘭出生的人簡稱波蘭人。
以下並非要明確界定一个人是否為波蘭人，但可作為考虑的因素，除了以下因素以外，还有其本人和其他人的认同（价值观因素）也非常重要。
- 以「地理」概念界定：出生或居住在波蘭的人。
- 以「人種」概念界定：主要具有歐洲波蘭民族血統的人，包括其他少數民族。
- 以「國籍」或「法律」概念界定：只要是波蘭共和國的公民都可被認定是波蘭人。

波蘭人是猶太人與羅姆人外納粹大屠殺的受害者之一，估計在二戰期間有大約一百八十萬至三百萬的波蘭人受納粹殺害。